# Acasis muscigera
Acasis muscigera är en fjärilsart som beskrevs av Butler 1881. Acasis muscigera ingår i släktet Acasis och familjen mätare. Inga underarter finns listade i Catalogue of Life.